# Грінвілл (Іллінойс)
Грінвілл (англ. Greenville) — місто (англ. city) в США, в окрузі Бонд штату Іллінойс. Населення — 7083 особи (2020).

## Географія
Грінвілл розташований за координатами 38°53′12″ пн. ш. 89°23′22″ зх. д. / 38.88667° пн. ш. 89.38944° зх. д. (38.886749, -89.389459).  За даними Бюро перепису населення США в 2010 році місто мало площу 16,03 км², уся площа — суходіл.

## Демографія
Згідно з переписом 2010 року, у місті мешкало 7000 осіб у 2156 домогосподарствах у складі 1232 родин. Густота населення становила 437 осіб/км².  Було 2347 помешкань (146/км²).
Расовий склад населення:
| - 81,3 % — білих - 13,0 % — чорних або афроамериканців - 0,9 % — корінних американців - 0,7 % — азіатів |

До двох чи більше рас належало 3,5 %. Частка іспаномовних становила 6,3 % від усіх жителів.
За віковим діапазоном населення розподілялося таким чином: 16,3 % — особи молодші 18 років, 69,6 % — особи у віці 18—64 років, 14,1 % — особи у віці 65 років та старші. Медіана віку мешканця становила 35,6 року. На 100 осіб жіночої статі у місті припадало 120,8 чоловіків;  на 100 жінок у віці від 18 років та старших — 122,0 чоловіків також старших 18 років.
Середній дохід на одне домашнє господарство  становив 57 110 доларів США (медіана — 45 320), а середній дохід на одну сім'ю — 63 214 долари (медіана — 50 938). Медіана доходів становила 40 396 доларів для чоловіків та 24 625 доларів для жінок. За межею бідності перебувало 21,5 % осіб, у тому числі 26,2 % дітей у віці до 18 років та 8,7 % осіб у віці 65 років та старших.
Цивільне працевлаштоване населення становило 2764 особи. Основні галузі зайнятості: освіта, охорона здоров'я та соціальна допомога — 29,7 %, мистецтво, розваги та відпочинок — 12,7 %, роздрібна торгівля — 11,9 %.